# Biely Kostol
Biely Kostol és un poble i municipi d'Eslovàquia que es troba a la regió de Trnava, a l'oest del país.

## Història
La primera menció escrita de la vila es remunta al 1244.

## Demografia
| Godina             | 1994 | 2004   | 2014    | 2024    |
| ------------------ | ---- | ------ | ------- | ------- |
| Nombre de persones | 1092 | 1200   | 1611    | 2553    |
| Diferència         |      | +9,89% | +34,25% | +58,47% |

| Godina             | 2023 | 2024   |
| ------------------ | ---- | ------ |
| Nombre de persones | 2531 | 2553   |
| Diferència         |      | +0,86% |